# C More Sport
C More Sport, var en skandinavisk sportkanal. Den drevs av C More Entertainment och var en av koncernens svenska sportkanaler.

## Bakgrund
C More Sports tablåer fokuserade på Hockeyallsvenskan och SHL, men även Wimbledon, ATP-tennis, Elitserien i Speedway, hästsport, internationell fotboll.
C More Sports sände en av de matcher som inte är huvudmatch från varje SHL-omgång, då huvudmatchen primärt sänds i C More Hockey. Dock så var C More Sports huvudkanal för Hockeyallsvenskan.

## Distribution
För att kunna direktsända alla matcher från SHL används i första hand C More Hockey, men även C More Sport samt C More live-kanaler. De matcher i Hockeyallsvenskan som inte visas i tv, är tillgängliga via streaming. Från SM-slutspelet sänder C More åttondelsfinalerna (play-inn), tre kvartsfinaler och en semifinal. I Hockeyallsvenska sänder kanalen samtliga matcher från grundserien. Kvalmatcher efter serien samsänds med TV12, det vill säga Slutspelsserien, Playoff, Hockeyallsvenska finalen och Direktkval till SHL.

## Konkurrens
Den 6 maj 2015 meddelade Hockeyallsvenskan att ligan tecknat ett fyraårigt avtal med C More Entertainment, som innebär att C More från och med säsongen 2015/2016 tar över sändningsrättigheterna efter Viasat. Sändningsrättigheterna som övertogs från Viasat Hockey, hade sänt Hockeyallsvenskan sedan 2010/2011. Den 2 maj 2019 blev det officiellt att Hockeyallsvenskan och CMore förlängt det gemensamma tv-avtalet. Det nya avtalet sträcker sig över säsongen 2025/2026. Med det nya avtalet fördubblas det ligabidrag som Hockeyallsvenskan delar ut till de 14 allsvenska klubbarna, vilket i det gamla avtalet låg på cirka cirka 2,5–3 miljoner kronor per klubb.

## Profiler
- Björn Oldeen, kommentator
- Lasse Granqvist, kommentator
- Lovisa Giertta, kommentator
- Åke Unger, kommentator
- Arto Blomsten, expertkommentator
- Petter Rönnqvist, expertkommentator
- Sanny Lindström, expertkommentator
- Thomas Johansson, expertkommentator
- Niklas Wikegård, expertkommentator
- Harald Lückner, expertkommentator
- Michael Helber, expertkommentator